# دئولالی
دئولالی یا دِوْلالی (مراتی: देवळाली؛ [d̪e:wɭa:li]) یک قرارگاه کوهستانی کوچک و شهر در هند است که در بخش ناشیک، ایالت مهاراشترا واقع شده‌است.
دئولالی دارای یک پایگاه مهم ارتش است. قرارگاه دئولالی که یکی از قدیمی‌ترین مراکز نظامی هند در این کشور است، ایستگاه نیروی هوایی، مدرسه توپخانه ارتش هند و دیگر تأسیسات در این منطقه را راه‌اندازی کرد.
دئولالی معابد و مقاصد گردشگری زیادی دارد.
تا سرشماری ۲۰۱۱،  این شهر  در مجموع ۵۴٬۰۲۷ نفر جمعیت داشت که از این تعداد ۲۸٬۲۶۹ نفر مرد و ۲۵٬۷۵۸ نفر زن بودند. دئولالی ۵۱۵ متر بالاتر از سطح دریا واقع شده‌است.